# Test rapide d'orientation diagnostique de l'infection par les VIH

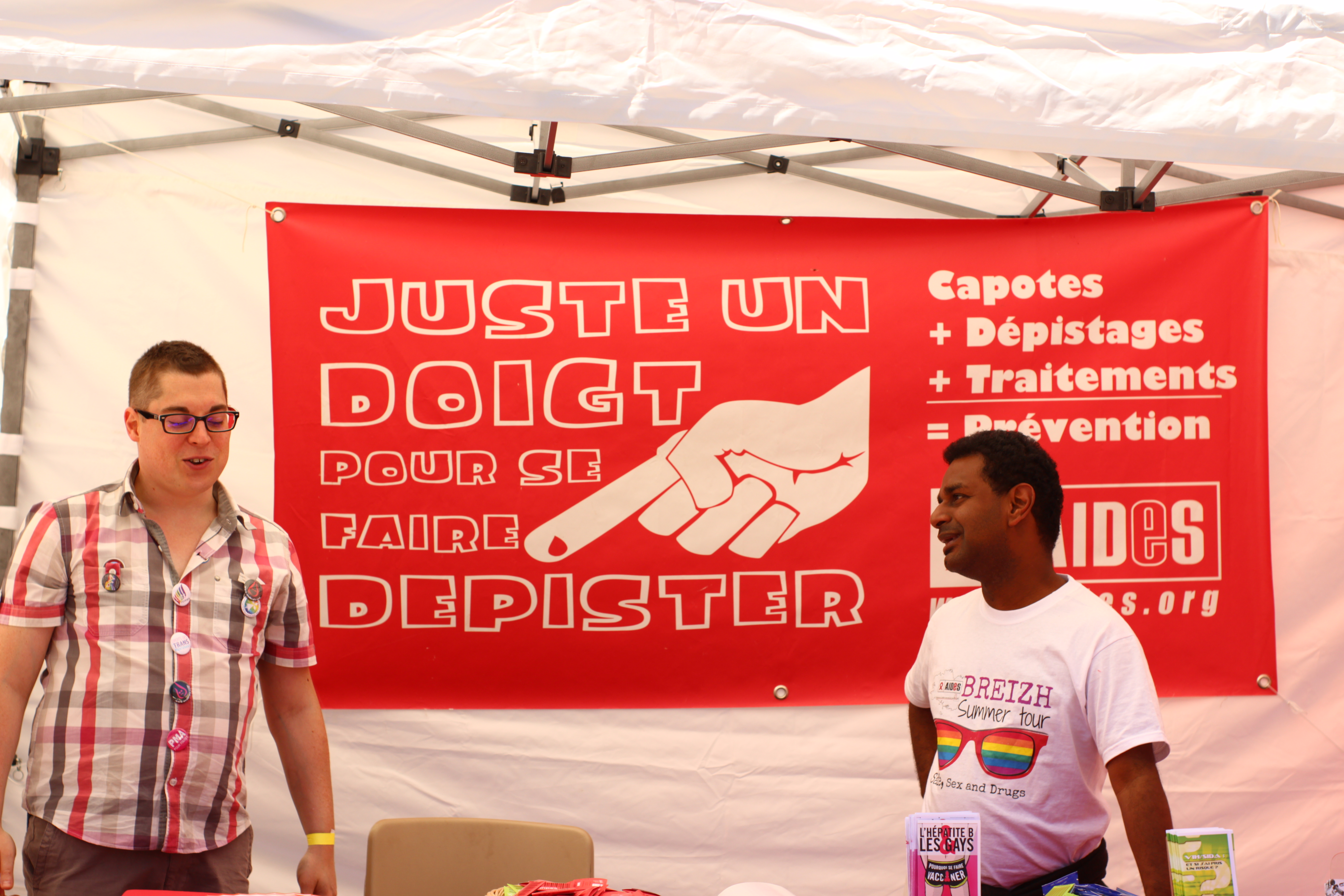
Juste un doigt pour se faire dépister. Stand de prévention de AIDES à une marche des fiertés en France.

Les tests rapides d'orientation diagnostique de l'infection par les VIH sont des tests rapides d'orientation diagnostique (TROD) du VIH permettant de déterminer rapidement la séropositivité d'un individu à partir d'une simple goutte de sang ou un échantillon de salive. Ces tests sont parfois vendus en pharmacies d'officine en France.
Les anticorps du VIH ne sont détectables par ces tests qu'après le 21e jour qui suit la contamination, mais le résultat n'est jugé fiable que si la contamination remonte à douze semaines au moins.